# Topsport
Topsport is het beoefenen van een sport op het hoogste niveau, nationaal of internationaal. Het onderscheidt zich van zuiver recreatieve sport en algemene wedstrijdsport doordat de nadruk vrijwel volledig op de prestaties ligt. Zo neemt de Nederlandse sportkoepel NOC*NSF als uitgangspunt voor haar topsportbeleid een plaats bij de beste 10 landen van de wereld.
Topsport kan op professionele basis worden beoefend, maar dat is niet bij alle sporten het geval. In de praktijk zal een (volwassen) topsporter, zelfs wanneer geen beroepssport wordt beoefend, al gauw 20 uur per week aan zijn of haar sport besteden om op internationaal niveau te kunnen presteren. Uit een enquête in 2014 van NOC*NSF onder topsporters met een officiële status (exclusief profvoetballers) bleek dat die topsporters gemiddeld 30 uur per week aan hun sport besteedden.
Voor een topsporter is zijn of haar sport vaak feitelijk de belangrijkste tijdsbesteding. Het combineren van (amateur)topsport met een baan of opleiding is niet altijd makkelijk. Zowel in Nederland als in Vlaanderen bestaan aan universiteiten en hogescholen 'topsportregelingen' voor studerenden die tevens topsport beoefenen, of topsporters (met name beroepssporters) die zich willen voorbereiden op een maatschappelijke loopbaan na hun topsportcarrière. In het secundair onderwijs bestaan scholen die extra faciliteiten bieden voor leerlingen die op hoog niveau met hun sport bezig zijn. In Nederland zijn er LOOT-scholen en sportklassen, in Vlaanderen kent men topsportscholen.
In Vlaanderen stelt de Vlaamse Regering in het uitvoeringsbesluit topsport vast welke takken van sport als 'topsporttakken' gelden. De uitvoering hiervan is toegewezen aan Sport Vlaanderen. In Nederland worden topsportsubsidies geregeld door de sportkoepel NOC*NSF, waar de meeste Nederlandse sportbonden bij zijn aangesloten.